# Скендер Амет
Скендер Амет (англ. Skender Amet) — македонський музикант, співак і акордеоніст.
Ім'я Скендера Амета стало відомим у 70-х роках XX століття, коли молодий акордеоніст записав багато музичних альбомів народної та інструментальної музики. Згодом, його уже вважали одним із найкращих акордеоністів в Югославії, відтак він грав на всіх музичних фестивалях цієї країни. У 80-х роках Скендер Амет, протягом восьми місяців, гастролював по Австралії, де отримав дуже гарну пресу і розголос. У 90-х роках, у віці 47 років, Скендер Амет помер.